# Ignacy Kamiński
Ignacy Kamiński, též Ignacy Topór-Kamiński (1819 Vyšnivčyk – 21. května 1902 Deljatyn) byl rakouský právník a politik polské národnosti z Haliče, v 2. polovině 19. století poslanec Říšské rady a starosta Stanislavova.

## Biografie
Navštěvoval školy v Bučač a Lvově. Studoval práva a filozofii na Lvovské univerzitě, kde získal doktorát. V letech 1841–1846 se účastnil na tajných polských spolcích a po jistou dobu byl pod policejním dohledem. V roce 1846 odešel do Vídně, kde byl zatčen. V roce 1848 byl na amnestii propuštěn a přesídlil do haličského Stanislavova, kde se během revolučního roku 1848 zapojil do polského hnutí. V roce 1863 podporoval polské lednové povstání v Ruské říši a za pašování zbraní povstalcům byl zbaven výkonu advokátní praxe. Před zatčením uprchl do Švýcarska, kde získal občanství a usadil se v St. Gallenu. V roce 1868 se vrátil do Stanislavova.
Roku 1869 byl zvolen starostou města. A úřad zastával po 19 let. Podílel se na rekonstrukci Stanislavova po požáru roku 1868, kdy vyhořelo 260 domů. Město následně získalo daňové úlevy a prodělalo komplexní obnovu. Vyrostla i nová radnice. Za úřadování Kamiňského byl v Stanislavově zaveden plyn, proběhlo dláždění ulic, výstavba nájemních domů, divadla, sokolovna.
V letech 1873–1888 zasedal jako poslanec Haličského zemského sněmu. Byl i poslancem Říšské rady (celostátního parlamentu). Usedl sem v prvních přímých volbách roku 1873 za městskou kurii v Haliči, obvod Stanislavov, Tysmenicja atd. V roce 1873 se uvádí jako rytíř Ignaz von Kamiński, advokát a starosta, bytem Stanislavov. Mandát obhájil ve volbách roku 1879. Slib složil 9. října 1879, rezignoval dopisem 4. února 1883. V parlamentu zastupoval opoziční Polský klub. Rezignace na mandát poslance souvisela s aférou, do níž byl zapleten počátkem 80. let. Šlo o výstavbu haličské transverzální železniční tratě. Kamińského aféra vyvolala značnou negativní publicitu na celostátní úrovni. Na mandát musel rezignovat i jeho advokát a poslanec Ludwik Wolski.
Zemřel v květnu 1902.